# Juan Lezcano
Juan Vicente Lezcano (ur. 5 kwietnia 1937, zm. 6 lutego 2012) – piłkarz paragwajski, obrońca (stoper).

## Życiorys
Urodzony w Asunción (w dzielnicy Santísima Trinidad) Lezcano karierę piłkarską rozpoczął w 1954 roku w klubie Club Olimpia. Wchodził w skład legendarnej drużyny Olimpii, która pod wodzą trenera Aurelio Gonzáleza od 1956 do 1960 pięć razy z rzędu zdobyła mistrzostwo Paragwaju.
Jako piłkarz klubu Olimpia był w kadrze reprezentacji podczas finałów mistrzostw świata w 1958 roku, gdzie Paragwaj odpadł w fazie grupowej. Lezcano nie zagrał w żadnym meczu. We wszystkich meczach w Szwecji wystąpił jego młodszy brat – Cláudio Lezcano, podczas gdy Juan zagrał we wszystkich meczach eliminacyjnych – obu z Urugwajem i obu z Kolumbią.
Rok później wziął udział w turnieju Copa América 1959, gdzie Paragwaj zajął trzecie miejsce. Lezcano zagrał we wszystkich sześciu meczach – z Chile, Boliwią, Urugwajem, Argentyną, Brazylią i Peru.
Następnie Lezcano razem z Olimpią dotarł do finału pierwszej edycji Pucharu Wyzwolicieli – Copa Libertadores 1960. W finale Olimpia przegrała z urugwajskim klubem CA Peñarol.
Już wkrótce, bo w 1961 roku, Lezcano podpisał kontrakt z Peñarolem i stał się kluczowym zawodnikiem tego klubu. Grając obok takich sław jak Alberto Spencer, Pedro Rocha czy Ladislao Mazurkiewicz, sięgnął po wiele sukcesów na arenie krajowej i międzynarodowej. Rok później z nowym klubem drugi raz w swej karierze dotarł do finału najważniejszego klubowego turnieju Ameryki Południowej – Copa Libertadores 1962. Również i tym razem drużyna Lezcano przegrała w finale, ulegając słynnemu Santosowi. W trzecim, dodatkowym meczu, Lezcano miał możliwość gry przeciwko królowi futbolu Pelé, który dwukrotnie pokonał bramkarza Peñarolu Luisa Maidanę.
Rok później Lezcano razem z Peñarolem dotarł do półfinału Copa Libertadores 1963, gdzie w walce o finał uległ argentyńskiej drużynie Boca Juniors. W turnieju Copa Libertadores 1965 Lezcano pomógł Peñarolowi dotrzeć do finału, gdzie Peñarol po trzech meczach uległ argentyńskiemu klubowi CA Independiente – Lezcano jednak w finale nie zagrał.
Wciąż jako gracz Peñarolu Lezcano dotarł do finału Copa Libertadores 1966 – był to już jego trzeci finał w Pucharze Wyzwolicieli. Choć przeciwnikiem był potężny argentyński klub River Plate, Peñarol wygrał po trzech zaciętych meczach i zdobył trofeum. Następnie w starciu ze zdobywcą Pucharu Europy Realem Madryt Peñarol wygrał dwukrotnie po 2:0 i zdobył klubowy Puchar Świata. Lezcano zagrał w drugim meczu, który odbył się w Madrycie na Estadio Santiago Bernabéu.
Razem z Peñarolem Lezcano 6 razy zdobył mistrzostwo Urugwaju – w 1961, 1962, 1964, 1965, 1967 i 1968. W Peñarolu Lezcano grał do 1968 roku, po czym w 1969 roku przeszedł do argentyńskiego klubu CA Colón, a następnie wrócił do Paragwaju, gdzie do 1970 roku grał w Olimpii. W 1971 roku zakończył karierę w klubie River Plate Asunción.